# We’ll Be the Stars
"We'll Be the Stars" - песня американской певицы Сабрины Карпентер из ее дебютного студийного альбома Eyes Wide Open (2015). Трек был написан Скайлер Стоунстрит, Кэмероном Уокером и продюсером Стивеном Соломоном. Песня была выпущена лейблом Hollywood Records в качестве ведущего сингла с альбома Eyes Wide Open 13 января 2015 года, а премьера состоялась за день до этого эксклюзивно на Radio Disney. "We'll Be the Stars" - это фортепианная пауэр-поп-баллада в среднем темпе, и, по словам Карпентера, в ней говорится о достижении мечты.
Это сопровождалось музыкальным клипом режиссера Сары Маккланг, премьера которого состоялась на ее канале Vevo 20 февраля 2015 года. Карпентер продвигала "We'll Be the Stars" несколькими живыми выступлениями, в том числе на Radio Disney Music Awards 2015, где она исполнила попурри со своим синглом "Eyes Wide Open".

## Предыстория и запись
После выпуска своего первого EP "Can't Blame a Girl for Trying" Карпентер была готова выпустить альбом, и для продвижения альбома в качестве ведущего сингла была выбрана песня "We'll Be the Stars". 6 января 2015 года Карпентер объявила, что на следующей неделе она выпустит "We'll Be the Stars", написав в Twitter: "Привет, ребята, потрясающие новости!! Мой новый сингл называется "We'll Be The Stars", и я не могу дождаться, когда вы его услышите!!! Выход 1/13!!". Анонс сопровождался обложкой песни. В интервью Radio Disney Карпентер рассказала, о чем эта песня и почему она выбрала ее в качестве ведущего сингла, сказав: "Это определенно песня о мечтах. Ты смотришь на небо, там так много возможностей, и я думаю, что это песня о том, что небо - это предел, ты никогда не сможешь зайти слишком далеко и никогда не сможешь мечтать о большем, ни одна мечта не бывает слишком большой. Это определенно урок, который мне нравится слушать, и я рад, что его услышат все остальные".
"We'll Be the Stars" была написана в 2014 году Скайлер Стоунстрит, Кэмероном Уокером и Стивеном Соломоном. Песня была спродюсирована и сведена Соломоном и записана в студии Sleepwalker Studios, расположенной в Лос-Анджелесе, штат Калифорния. Мастеринг песни был выполнен Эриком Буланже в студии Mastering Lab, Inc., расположенной в Охае, Калифорния.

## Композиция и лирическая интерпретация
В музыкальном плане "We'll Be the Stars" - это фортепианная поп-баллада в среднем темпе продолжительностью три минуты и семь секунд с элементами кантри и поп-рока. Что касается нотной записи, "We'll Be the Stars" была написана с использованием 44 такта в тональности фа мажор, с умеренным темпом поп-музыки 80-84 удара в минуту. Песня повторяет последовательность аккордов F5–B♭sus2-Dm-C, а вокальный диапазон Карпентера простирается от низкой ноты E3 до высокой ноты D5, что дает песне почти две октавы диапазона.
По словам Карпентера, в песне говорится о мечтах.

## Музыкальное видео

### Предыстория и выпуск
Режиссером клипа выступила Сара Макколган, и он был выпущен на Vevo и YouTube 20 февраля 2015 года. Премьера клипа "За кадром" состоялась 13 марта 2015 года на тех же платформах.

## Критический прием
Тейлор Уэзерби из Billboard назвал "We'll Be the Stars" одной из лучших песен Карпентер, сказав: "Хотя голос Карпентер, безусловно, великолепен для более танцевальных композиций, этот трек с ее первого альбома демонстрирует уязвимую сторону ее звучания – и он такой же потрясающий, как и более оптимистичные мелодии."

## Живые выступления
"We'll Be the Stars" была исполнена на Radio Disney Music Awards 2015, где она исполнила попурри со своим синглом "Eyes Wide Open". Она исполнила эту песню на выставке D23 Expo в 2015 году вместе с "Take on the World", "Can't Blame a Girl for Trying", кавером на "FourFiveSeconds", "The Middle of Starting Over" и "Eyes Wide Open". Песня также была исполнена на YTV Summer Beach Bash II в августе 2015 года. Она исполнила акустическую версию песни на серии NASCAR Sprint Cup 2015. В 2016 году, Карпентер исполнил эту песню на сцене Honda в театре iHeartRadio в Лос-Анджелесе вместе с некоторыми каверами и песнями со своего первого и второго альбомов.

## Кредиты и персонал

### Запись и менеджмент
Записано в студии Sleepwalker Studios (Лос-Анджелес, Калифорния)
Мастеринг в Mastering Lab, Inc. (Охай, Калифорния)
Warner-Tamerlane Publishing Corp. (BMI) и Stonestreet принадлежат издательству Warner-Tamerlane Publishing Corp., Third и Verse Avenue (ASCAP), все права принадлежат музыкальному издательству Kobalt Songs (ASCAP).

### Персонал
Сабрина Карпентер – ведущий вокал
Скайлер Стоунстрит – автор песен
Кэмерон Уокер – автор песен
Стивен Соломон – автор песен, продюсирование, сведение
Эрик Буланже – мастеринг
Титры взяты из аннотации к альбому Eyes Wide Open.

## История выпуска
| Страна            | Дата           | Формат                 |
| ----------------- | -------------- | ---------------------- |
| Соединенные Штаты | 12 января 2015 | Radio Disney           |
| Общемировой       | 13 января 2015 | Цифровая загрузка      |
| Австралия         | 3 марта 2017   | Contemporary hit radio |